# 維珍尼亞·卓華舒雅
維珍尼亞·"吉妮"·卓華舒雅（1997年2月28日—），美國女子氣步槍射擊選手，代表美國參與10米氣步槍奧運決賽得分208.0環而奪得金牌，擊敗中國的杜麗和易思玲而成為2016年奧運首名奧運金牌得主。
卓華舒雅是應屆大學一年級生，就讀於西維珍尼亞大學，僅19歲便贏得NCAA冠軍而獲得奧運參賽資格，并成功爆冷奪得金牌。